# Гаврилов, Павел Юрьевич
Павел Юрьевич Гаврилов (род. 17 ноября 1973 года) — советский, российский и казахстанский игрок в хоккей с мячом.

## Карьера
Воспитанник горьковского хоккея с мячом. В чемпионатах страны играл за клубы: «Старт» (1990−1993, 1995, 1996, 2006−2012), «Водник» (1999−2002), «Ракета» (2000, кубок), «Север» (2003, кубок), «Зоркий» (2003−2005). Выступал за «Оку» (Навашино), «Уран» (Дзержинск). Играл за рубежом в командах «Моллила ГоИФ», «Болльнес» (1996-98) (оба — Швеция), «Акиллес» (Финляндия), .
В 407 матчах чемпионата России провёл 160 мячей, в 154 кубковых встречах забил 47 голов.
Трёхкратный чемпион России (1999, 2000, 2002), двукратный серебряный призёр чемпионата страны (1995, 2001), двукратный бронзовый призёр чемпионата России (1996, 2004). Обладатель Кубка России (2000). В 2000 году был включён в список 22 лучших игроков чемпионата.
Участник чемпионата мира 1997 года в составе сборной Казахстана.
Победитель турниров на призы правительства России (1998 и 2000 гг.).